# Chiesa di San Luigi Gonzaga (Bleggio Superiore)
La chiesa di San Luigi Gonzaga è un piccolo luogo di culto a Balbido nel comune di Bleggio Superiore, in Trentino. Con la sua parrocchia di Santa Giustina fa parte della zona pastorale delle Giudicarie dell'arcidiocesi di Trento e risale al XVIII secolo.

## Storia

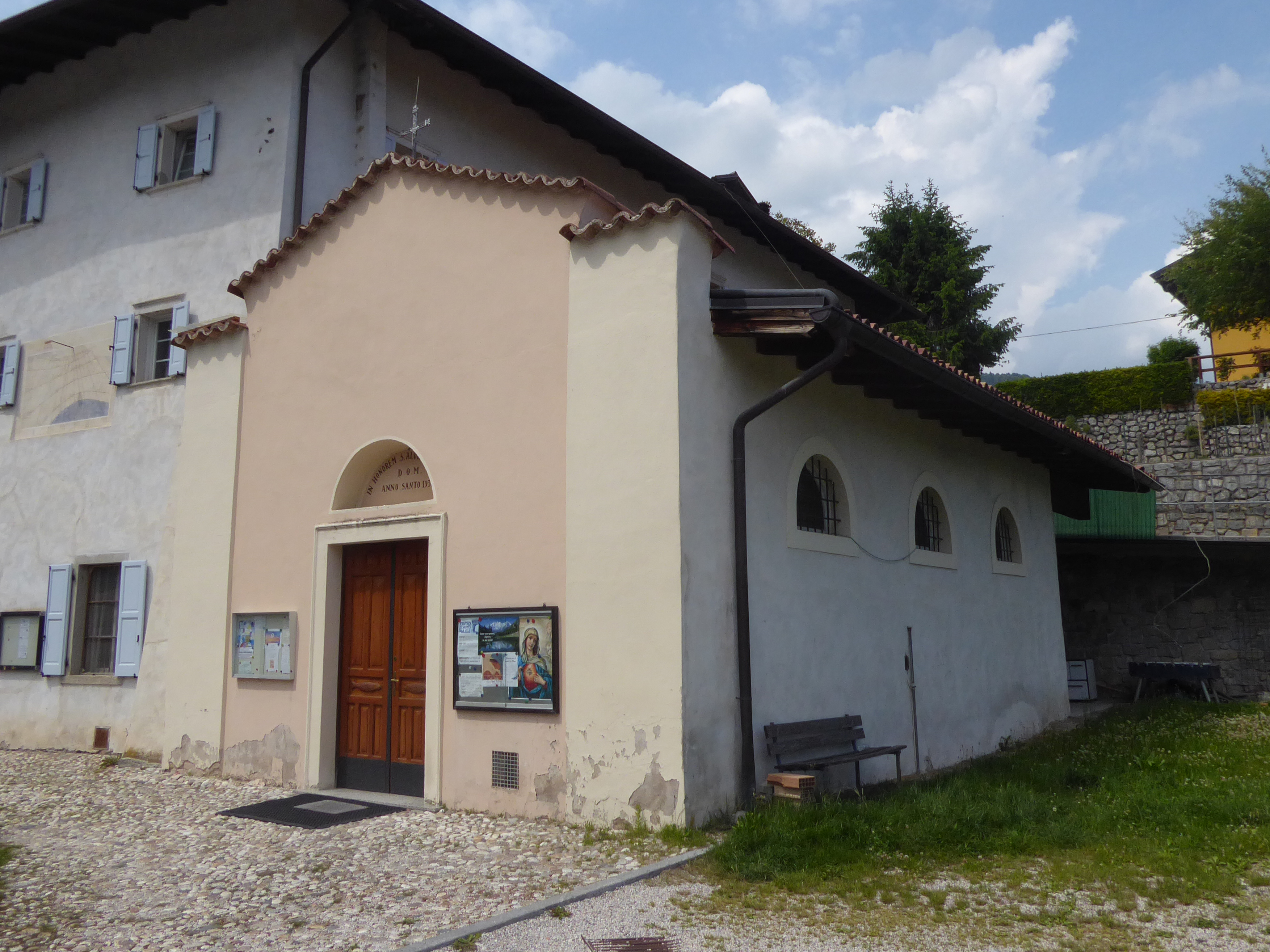
Facciata e prospetto laterale della chiesa

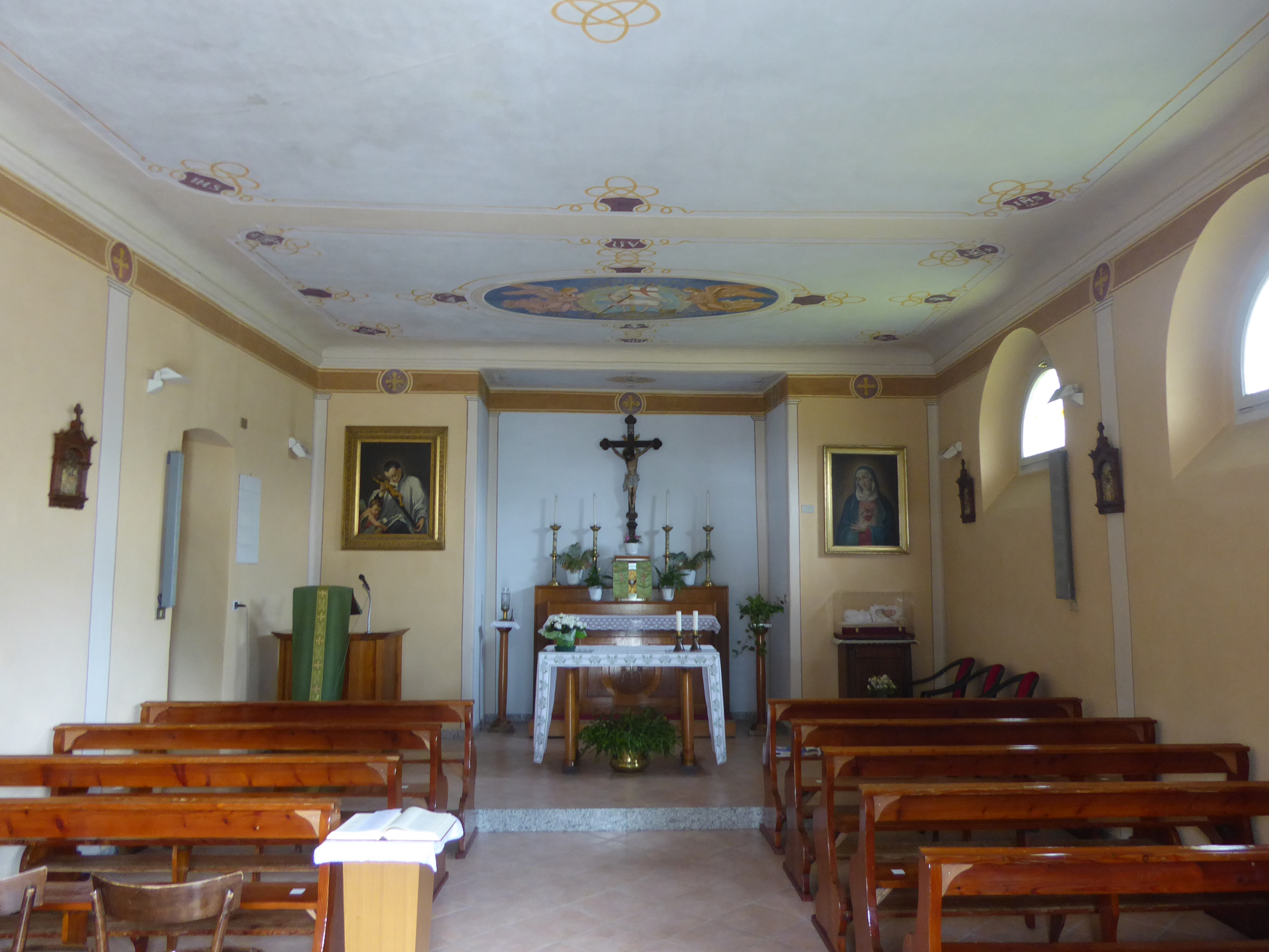
Interno

La comunità di Balbido eresse una prima cappella intitolata a San Luigi Gonzaga durante il XVIII secolo per avere un luogo di culto più vicino all'abitato rispetto alla chiesa di Santa Giustina e nel 1773 questa venne benedetta.
Per la costruzione di una chiesa di maggiori dimensioni si dovette attendere il XX secolo, e la precedente piccola costruzione sacra entrò a far parte della nuova sacrestia. Nel 1933 la piccola chiesa venne benedetta.
Nella seconda metà del secolo l'edificio fu oggetto di lavori di mantenimento e ristrutturazioni, come una protezione contro la salita dell'umidità lungo le pareti e la messa a norma dell'impianto elettrico. Tra il 1978 e il 1988 venne realizzato l'adeguamento liturgico con la sistemazione al centro del presbiterio della mensa rivolta al popolo. La custodia dell'Eucaristia è stata mantenuta nel tabernacolo dell'altare maggiore storico.

## Descrizione

### Esterni
La piccola chiesa di San Luigi Gonzaga si trova a Balbido, nella parte bassa del paese.
La facciata a capanna è semplice ma arricchita da due contrafforti leggermente sporgenti ai lati. Il portale ha una cornice e sopra di questa una piccola finestra a lunetta cieca con iscrizioni.

### Interni
La navata interna è unica, ornata alle pareti e sul soffitto da dipinti ad affresco.  
Il presbiterio è leggermente sopraelevato.